# Nullius in verba

Escudo de armas de la Royal Society con el lema Nullius in verba en la parte inferior.

Nullius in verba es una locución latina que significa "en las palabras de nadie".
La sentencia procede de una de las Epístolas de Horacio, donde este se compara con un gladiador que, ya retirado, se halla al fin libre del yugo de la esclavitud. En el texto de Horacio, las palabras van intercaladas en el primero de dos versos hexámetros:

"Nullius addictus iurare in verba magistri, / quo me cumque rapit tempestas, deferor hospes."
«No me vi obligado a jurar por las palabras de maestro alguno, / me dejo llevar como huésped de paso a donde me arrebata la tempestad.»

En 1663, la Royal Society de Londres adoptó esta máxima latina como lema o divisa de la institución con estas palabras:

"[...] it is an established rule of the Society, to which they will always adhere, never to give their opinion, as a Body, upon any subject, either of Nature or Art, that comes before them
«... es una regla establecida de la Sociedad, a la que siempre se adherirá, nunca dar su opinión, como un Cuerpo, sobre ningún tema, ni de Naturaleza ni de Arte, que llegue ante ella.»

Con ello, la sociedad científica quería dejar patente su vocación de perseguir el conocimiento a través de experimentos, sin dejarse influir por las autoridades políticas o las creencias imperantes. En la actualidad, el lema se interpreta en el sentido de que no debe sostenerse nada basado simplemente en la palabra, la fama o la supuesta autoridad de nadie. En su carácter de búsqueda de la verdad más allá de las presiones políticas, sociales o religiosas, otra acepción del lema es: "Mira por ti mismo".
11059 Nulliusinverba es también el nombre de un planetoide del cinturón de asteroides, bautizado así en honor de este lema.